# Porius decempunctatus
Porius decempunctatus är en spindelart som först beskrevs av Kálmán Szombathy 1915.  Porius decempunctatus ingår i släktet Porius och familjen hoppspindlar. Inga underarter finns listade i Catalogue of Life.